# Waldo County
Waldo County je okres ve státě Maine ve Spojených státech amerických. K roku 2016 zde žilo 39 364 obyvatel. Správním městem okresu je Belfast, který je také největším městem. Celková rozloha okresu činí 2209 km². Jméno získal okres podle obchodníka a politika Samuela Walda.

## Historie
Okres vznikl 7. února 1827 z části Hancock County.

## Sousední okresy
| Růžice kompasu | Somerset County |              | Penobscot County | Růžice kompasu |
| Růžice kompasu | Kennebec County | Sever        | Hancock County   | Růžice kompasu |
| Růžice kompasu | Kennebec County | Waldo County | Hancock County   | Růžice kompasu |
| Růžice kompasu | Kennebec County | Jih          | Hancock County   | Růžice kompasu |
| Růžice kompasu | Lincoln County  | Knox County  |                  | Růžice kompasu |